# Ulf Merbold

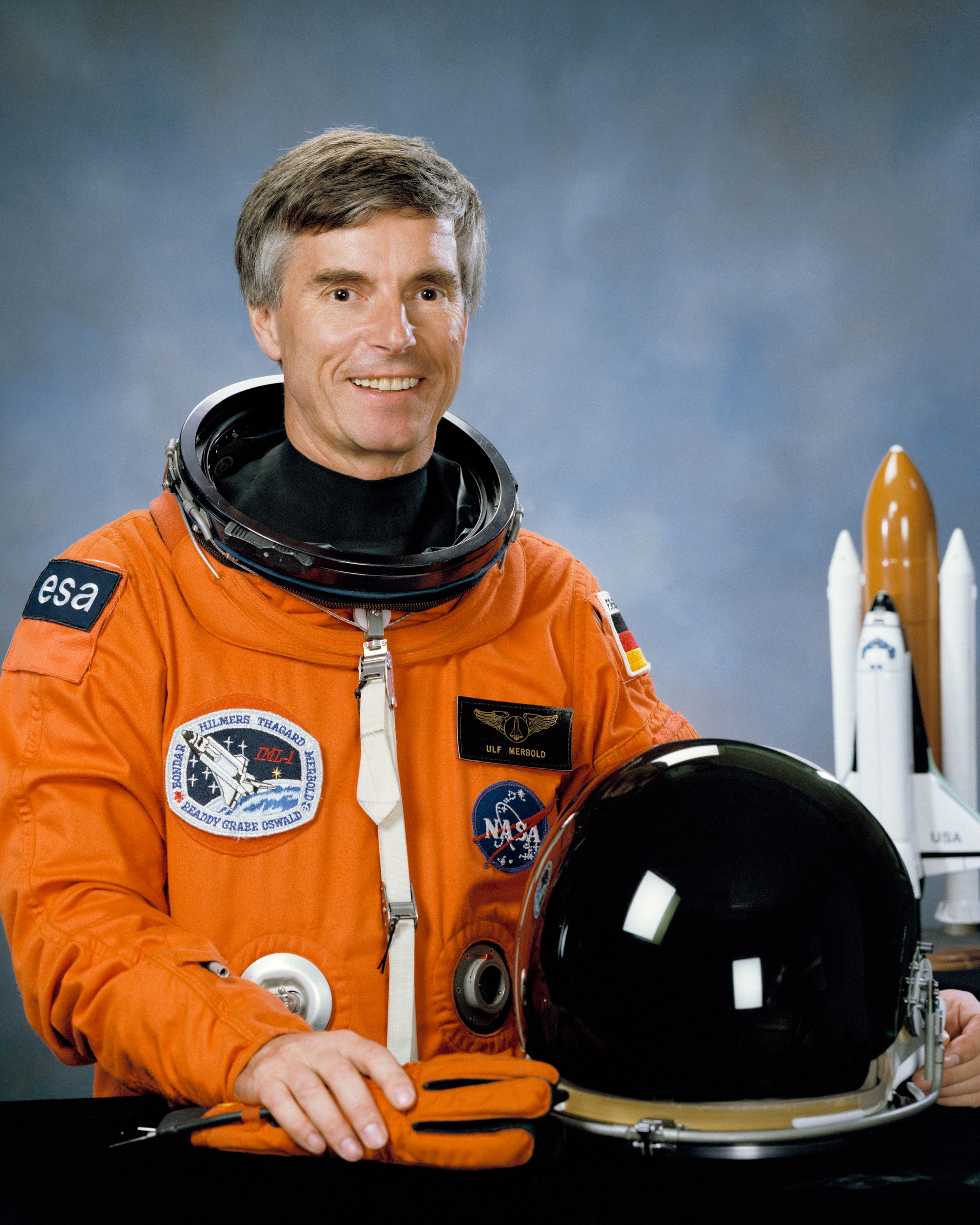
Ulf Merbold.

Ulf Merbold Dietrich (Greiz, 20 de junio de 1941) es un astronauta alemán, el primero de Alemania Occidental y segundo de Alemania, así como el primer astronauta de la Agencia Espacial Europea en volar en el espacio. También tiene la distinción de ser el primer no ciudadano de Estados Unidos en alcanzar la órbita en una nave espacial estadounidense.

## Biografía
En 1978, la Agencia Espacial Europea (ESA) lo eligió, junto con Wubbo Ockels y Claude Nicollier, para entrenarse como especialistas de carga en el primer vuelo del módulo Spacelab. En 1982, fue seleccionado como el primer especialista de carga, y en 1983 voló a bordo del transbordador espacial Columbia en la misión STS-9.
De 1984 a 1985, participó en la preparación de la primera misión Spacelab alemana, D-1, y se desempeñó como especialista de apoyo para la misión STS-61-A, así como «coordinador de la interfaz de la tripulación».
En 1986, fue transferido al Centro Europeo de Investigación y Tecnología Espacial (ESTEC) para trabajar en el módulo europeo Columbus de la Estación Espacial Internacional. También en 1986, fue nombrado jefe de la Oficina de Astronautas de la organización alemana de vuelos espaciales.
En 1993, también comenzó a entrenar para volar la primera de dos misiones conjuntas europeas de Rusia a la estación espacial Mir, llamada Euromir 95. En 1994, fue el primer astronauta de la ESA en volar al espacio con Rusia, a bordo de la Soyuz TM-20. Durante sus tres vuelos espaciales pasó de un total de 49 días, 21 horas y 36 minutos en el espacio.
Merbold sigue trabajando para la AEE en la Microgravity Promotion Division de la ESA Directorate of Manned Spaceflight and Microgravity en el ESTEC, pero ya no es miembro del equipo de astronautas de Europa.